# 鄭鳴駿
鄭鳴駿，字明發，福建南安人，為鄭成功堂兄，鄭泰之弟。
永曆十年七月封同安伯。其兄鄭泰被鄭經軟禁後，隨侄子鄭纘緒及一眾文武入泉州降清。清朝封鳴駿為遵義侯。